# Penstemon spectabilis
Penstemon spectabilis là một loài thực vật có hoa trong họ Mã đề. Loài này được Thurb. ex A. Gray mô tả khoa học đầu tiên năm 1857.

## Hình ảnh

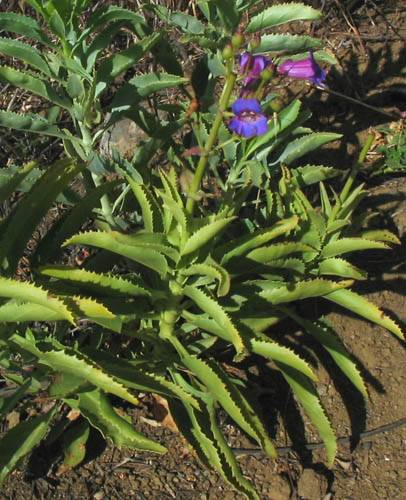
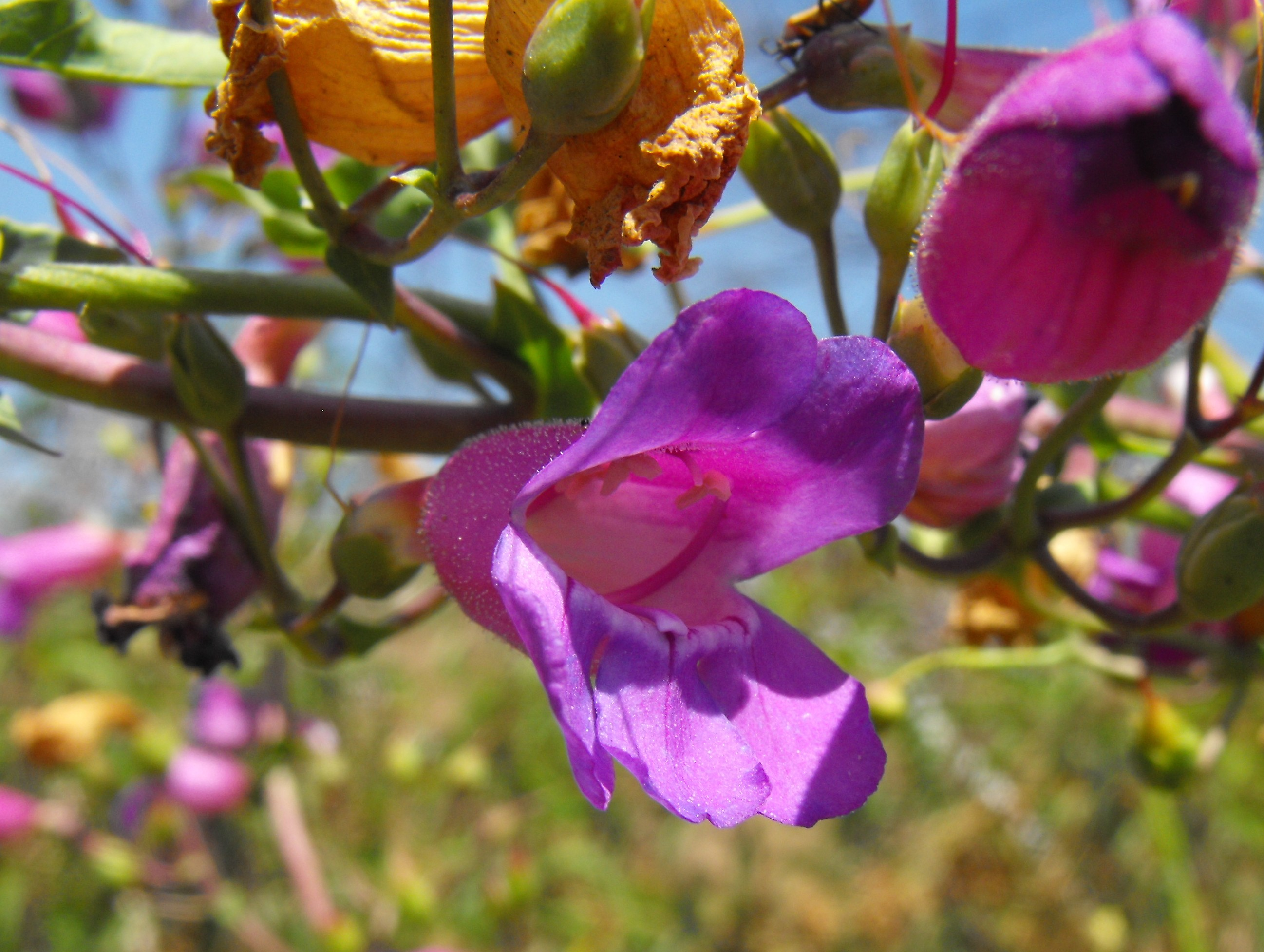